# 瑞穗町
瑞穗町（日语：／ Mizuho machi */?）為東京都西多摩郡的町。位于狹山丘陵西端，南部為駐日美軍的橫田空軍基地。面積16.83平方公里，總人口33,863人。

## 地理
- 山：六道山（日语：六道山）
- 河川：殘堀川、不老川（日语：不老川）
- 湖沼：狹山池

### 相鄰的自治体
- 東 - 武藏村山市、埼玉縣所澤市
- 北 - 埼玉縣入間市
- 西 - 青梅市、羽村市
- 南 - 福生市

## 歷史
- 此地人類最早的活動技率可追溯至舊石器時代，淺間谷與狹山遺跡層挖掘出當時的石槍[1]。石槍現展示於瑞穗町鄉土資料館。
- 江戶時代，八王子千人同心（日语：八王子千人同心）來往日光值勤的千人同心街道（日语：千人同心街道）南北貫穿町內。因此又稱日光街道。此街道與運送奧多摩石灰至江戶的青梅街道在箱根崎交會，江戶後期發展為宿場町。接著幕府鼓勵開發新田，栗原、長谷部、下師岡三地開始開發[1]。
- 1889年，箱根崎、石畑、殿谷、長岡四村組成組合[1]。
- 1940年11月10日 - 箱根崎村、石畑村、殿谷村、長岡村施行町制，為瑞穗町。町名由當時的東京府知事岡田周造（日语：岡田周造）命名[2][3]。
- 1958年10月15日 - 埼玉縣入間郡元狹山村併入。其中，元狹山村中的二本木第二區、第三區、第四區全域與第十區部分地區、以及狹山台在前一天的10月14日併入入間郡武藏町。

## 人口
| 瑞穂町人口分布圖 |                                               |  |
| 瑞穂町與日本全國年齡別人口分布比較圖 （2005年資料） | 瑞穂町的年齡、男女別人口分布圖 （2005年資料） |  |
| ■紫色是瑞穂町 ■綠色是全国 | ■藍色是男性 ■紅色是女性                       |  |
| 瑞穂町人口變化 \| 1970年 \| 17,687人 \| \| \| 1975年 \| 20,739人 \| \| \| 1980年 \| 22,803人 \| \| \| 1985年 \| 27,033人 \| \| \| 1990年 \| 30,967人 \| \| \| 1995年 \| 32,714人 \| \| \| 2000年 \| 32,892人 \| \| \| 2005年 \| 33,691人 \| \| \| 2010年 \| 33,497人 \| \| \| 2015年 \| 33,445人 \| \| \| 2020年 \| 31,765人 \| \| |                                               |  |
| 資料來源：日本總務省統計中心提供之人口普查數據 |                                               |  |
| 1970年 | 17,687人                                      |  |
| 1975年 | 20,739人                                      |  |
| 1980年 | 22,803人                                      |  |
| 1985年 | 27,033人                                      |  |
| 1990年 | 30,967人                                      |  |
| 1995年 | 32,714人                                      |  |
| 2000年 | 32,892人                                      |  |
| 2005年 | 33,691人                                      |  |
| 2010年 | 33,497人                                      |  |
| 2015年 | 33,445人                                      |  |
| 2020年 | 31,765人                                      |  |

## 行政
- 町長：杉浦裕之（すぎうら・ひろゆき，第二任，任期至2025年5月15日）
- 町議會議長：山崎榮
- 町議會議員數：16

## 警察・消防

### 警察
警視廳
- 福生警察署（日语：福生警察署）
  - 箱根崎站前交番（箱根崎）
  - 箱根崎駐在所（箱根崎）
  - 箱根崎北駐在所（箱根崎）
  - 武藏野駐在所（武藏野）
  - 石畑上駐在所（石畑）
  - 石畑駐在所（石畑）
  - 元狹山駐在所（駒形富士山）
  - 長岡駐在所（長岡）

### 消防
東京消防廳
- 福生消防署（日语：福生消防署）
  - 瑞穗出張所（箱根崎）

## 產業

### 農業
- 主要農產物
  - 東京狹山茶（日语：東京狭山茶）（栽培面積東京都第1）
  - 仙客來（長岡地區岩藏街道因仙客來農家眾多，又稱仙客來街道）

### 工業
2009年工業事業所有233所，從業人員有5,838 人，產品銷售額約3,269億日圓，增值額約1,992億日圓 。
- 主要企業
  - IHI瑞穗工場（飛機發動機、航太設備）
  - 歐利生電氣（オリジン電気）瑞穗工場 （合成樹脂塗料）
  - 東洋淺野（トーヨーアサノ）東京工場 （混凝土樁）
  - 奧多摩工業（日语：奥多摩工業）瑞穗工場、技術研究所 （石灰）
  - PRIMO（プリモ）本社、工場（音響機器）

### 商業
- 主要商業設施
  - THE MALL瑞穗16（日语：ザ・モールみずほ16）
  - Olympic（日语：Olympicグループ）瑞穗店
  - JOYFUL本田（日语：ジョイフル本田）瑞穗店
  - 下田折扣中心（シモダディスカウントセンター）瑞穗店
  - 唐吉訶德多摩瑞穗店
  - 好日山莊（日语：好日山荘）瑞穗店
  - KANEMAN（カネマン）石畑店
  - JAPAN MEAT（日语：ジャパンミート）瑞穗店

### 特產品
- 東京達摩（日语：東京だるま）（多摩だるま） - 每年1月18日於圓福寺（町內箱根崎）舉行達摩市。
- 東京狹山茶（日语：東京狭山茶）
- 仙客來 - 東京都內產量第一。
- 村山大島紬（日语：村山大島紬）

## 姐妹都市
- 摩根山丘（美國 加利福尼亞州）- 2006年（平成18年）7月締結姉妹都市。

## 地域
- 電話區碼：042[立川MA] 、0428[青梅MA]（長岡4丁目部分地區）[5]

### 健康、福祉
- 保健中心
- 接觸中心（ふれあいセンター）
- 高齡者福祉中心「壽樂」
- 心身障害者（兒）福祉中心「あゆみ」
- 翌檜（あすなろ）兒童館
- 兒童家庭支援中心「雲雀」（ひばり）

### 學校教育
小學校
- 瑞穗町立瑞穗第一小學校
- 瑞穗町立瑞穗第二小學校
- 瑞穗町立瑞穗第三小學校
- 瑞穗町立瑞穗第四小學校
- 瑞穗町立瑞穗第五小學校

中學校
- 瑞穗町立瑞穗中學校（日语：瑞穂町立瑞穂中学校）
- 瑞穂町立瑞穂第二中學校

高等學校
- 東京都立瑞穗農藝高等學校（日语：東京都立瑞穂農芸高等学校）

### 社會教育
- 耕心館（舊細渕家住宅）[6]

會館、集會場
- Sky Hall（スカイホール）
- 生涯學習中心
- 町民會館

圖書館
- 瑞穂町圖書館
- 元狹山故鄉回憶（ふるさと思い出）館圖書館
- 長岡圖書館（長岡會館內）
- 武藏野社區中心圖書館
- 殿谷圖書館（殿谷會館內）

博物館
- 瑞穗町鄉土資料館－暱稱「櫸館」
- 元狹山故鄉回憶（ふるさと思い出）館

公民館
- 生涯學習中心（兒童中心）
- 武藏野社區中心
- 元狹山社區中心
- 長岡社區中心

運動設施
- 中央體育館
- View Park（ビューパーク）競技場
- 石畑公園運動場
- 町營游泳池
- 武道館
- 町營運動場
- 町營第２運動場
- 町營第２網球場
- 町營少年足球場

其他設施
- 瑞穗回收廣場（みずほリサイクルプラザ）
- 瑞穂齋場（日语：瑞穂斎場）
- 輕自動車檢査協會東京主管事務所八王子支所

## 交通

### 鐵路
東日本旅客鐵道（JR東日本）
- 八高線：箱根崎站

也可利用福生市東福生站、拜島站、埼玉縣入間市金子站。

### 巴士
- 都營巴士（早稻田自動車營業所青梅支所（日语：都営バス青梅支所））
- 立川巴士（日语：立川バス）（瑞穂營業所（日语：立川バス瑞穂営業所））
- 西武巴士（飯能營業所（日语：西武バス飯能営業所））
- 西東京巴士（日语：西東京バス）三原循環西行

### 道路
一般國道
- 國道16號

都道府縣道
- 主要地方道
  - 東京都道5號新宿青梅線（青梅街道、新青梅街道（日语：新青梅街道））
  - 東京都道44號瑞穗富岡線（日语：東京都道44号瑞穂富岡線）（岩藏街道（日语：岩蔵街道））
- 一般都道
  - 東京都道166號瑞穗秋留野八王子線（日语：東京都道166号瑞穂あきる野八王子線）（東京環狀、舊國道16號）
  - 東京都道163號羽村瑞穗線（日语：東京都道163号羽村瑞穂線） （羽村街道）
  - 東京都道179號所澤青梅線（日语：埼玉県道・東京都道179号所沢青梅線）
  - 東京都道218號二本木飯能線（日语：東京都道・埼玉県道218号二本木飯能線）
  - 東京都道219號狹山下宮寺線（日语：埼玉県道・東京都道219号狭山下宮寺線）

## 地方廣播電視
- 有線電視
  - 瑞穗有線電視（日语：瑞穂ケーブルテレビ (東京都)）（入間有線電視（日语：入間ケーブルテレビ））
  - 多摩有線網路（日语：多摩ケーブルネットワーク）（長岡4丁目）
- 社區FM
  - FM茶笛（日语：FM-CHAPPY）77.7MHz

## 觀光
名勝、古蹟
- 町東部的狹山丘陵有「龍貓之森」之稱。

周邊除六道山展望台一帶（町立文化之森·六道山公園）以外，屬於野山北、六道山公園。
- 狹山池（位於町營公園）
- 長岡溫室與仙客來街道（岩藏街道）
- 六道山公園－狹山丘陵一角
- 阿豆佐味天神社－延喜式內的古社

祭典、活動
- 六道山櫻花祭（4月上旬）
- 殘堀川接觸活動（残堀川ふれあいイベント）（5月）
- 殿谷、石畑、箱根崎三地區合同夏祭（7月上旬 - 中旬）
- 夏節（サマーフェスティバル）（8月第3個周六）
- 町民體育祭（10月）
- 兒童節（こどもフェスティバル）（10月）
- 總合文化祭（10月下旬～11月上旬）
- 產業祭（11月）
- 驛傳競走大會（1月）

## 知名人士
- 中村忠 - 前足球選手、東京綠茵青年軍教練
- 小櫻悅子 - 聲優

## 外部連結
- 瑞穗町 （页面存档备份，存于）（日語）